# U-Bahn-Station Burggasse-Stadthalle
Burggasse-Stadthalle is een metrostation in het district Rudolfsheim-Fünfhaus van de Oostenrijkse hoofdstad Wenen. Het station werd geopend op 1 juni 1898 en wordt bediend door lijn U6. Het station is genoemd naar de Burggasse die bij het station op de Gürtel uitkomt en richting binnenstad naar de Zweierlinie loopt. De straat werd in 1862 genoemd naar de Hofburg omdat de denkbeeldige verlenging binnen de Zweierlinie daar zou uitkomen. Het andere deel van de naam verwijst naar de Stadthalle die in juni 1958 werd opgeleverd, op 14 juli 1958 werd dit aan de stationsnaam toegevoegd.

## Stadtbahn

### Stoom
In de tweede helft van de 19e eeuw groeide de Weense bevolking fors en werden meerdere kopstations van verschillende spoorwegmaatschappijen geopend. Om het vervoer tussen de buitenwijken en de binnenstad te verbeteren en de kopstations onderling te verbinden werd in 1892 besloten tot de aanleg van de Stadtbahn met vier lijnen waaronder de Gürtellinie. Het station werd in opdracht van de Commission für Verkehrsanlagen in Wien ontworpen door Otto Wagner. Het stationsgebouw werd in december 1897 opgeleverd en op 1 juni 1898 werd de Gürtellinie geopend.

### Elektrisch
Na de Eerste Wereldoorlog lag de Stadtbahn geruime tijd stil totdat de Stadtbahn in 1925 werd heropend met elektrische tractie. De stadbahnlijnen G, GD en DG, alsmede tramlijn 18G deden het station aan. Het station was tot 1989 onderdeel van de laatste Stadtbahnlijn, terwijl de andere, in 1925 door de gemeente overgenomen, lijnen al rond 1980 tot metro waren omgebouwd.

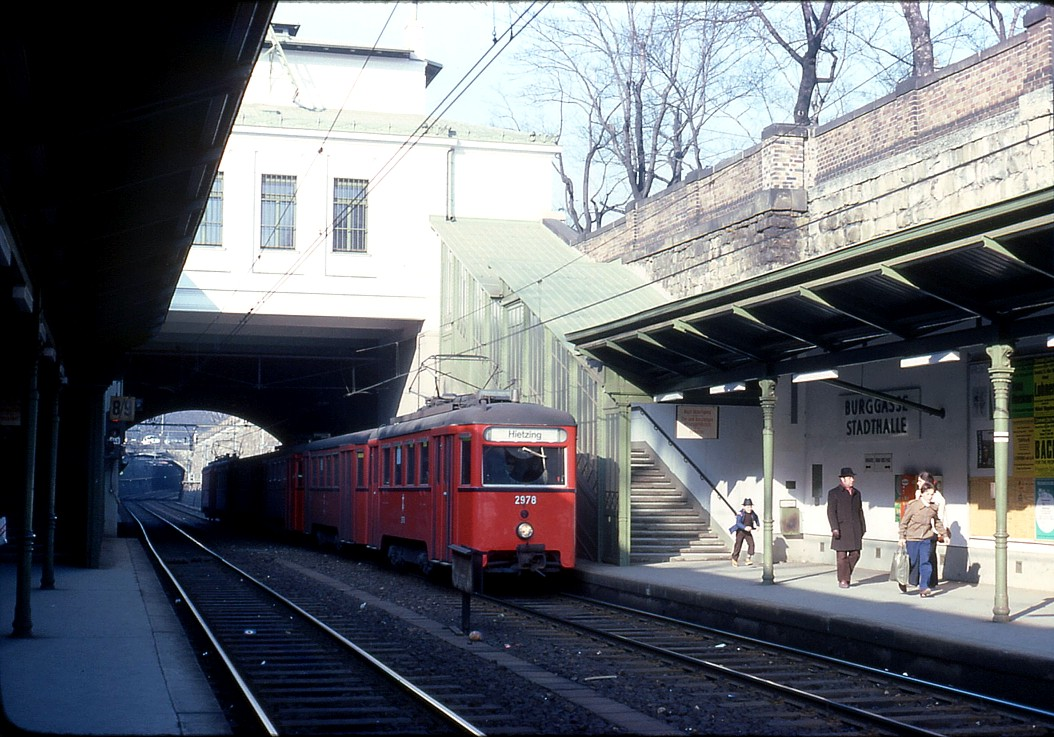
Een sneltram van de Stadtbahn in het station op 21 februari 1980.
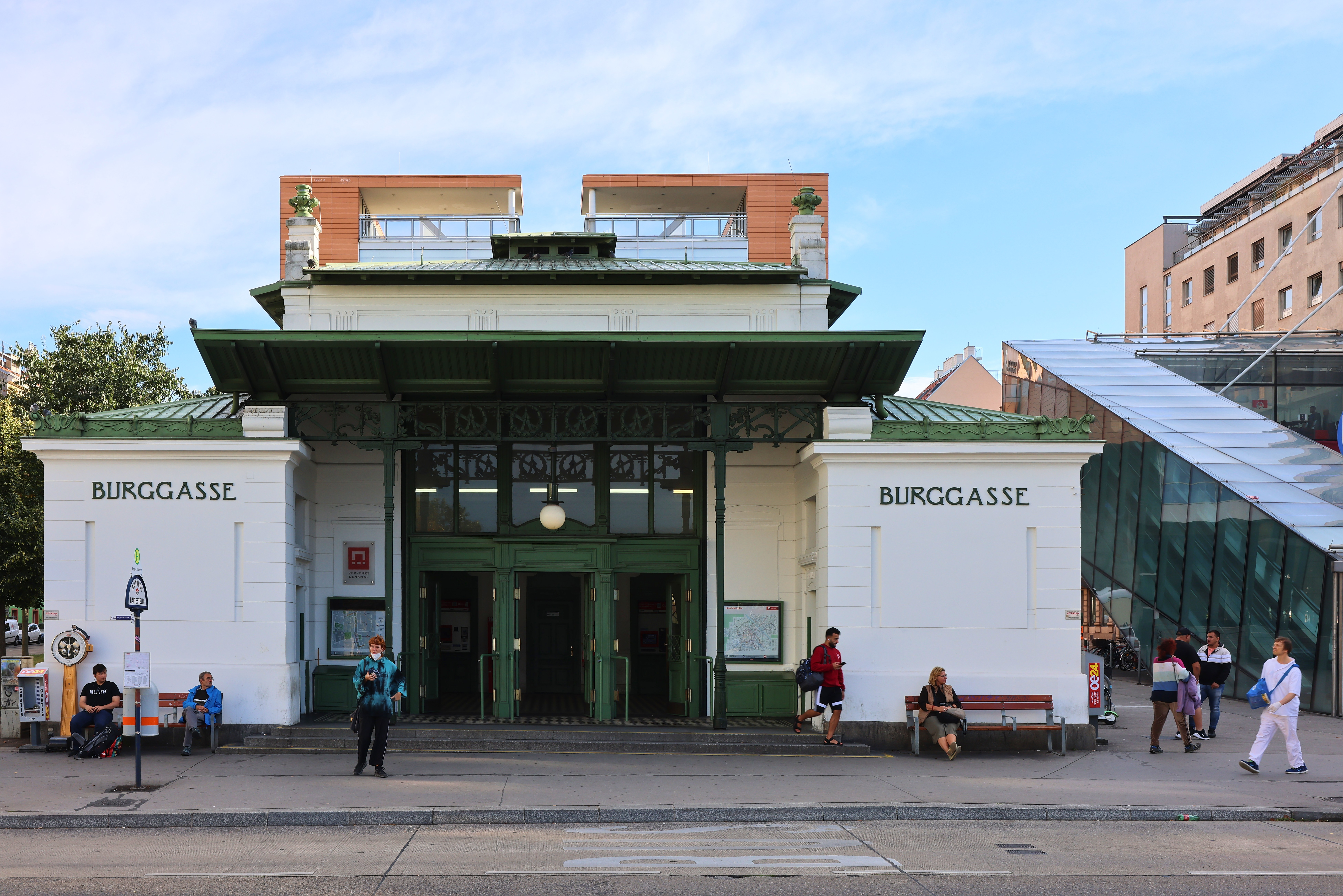
Het stationsgebouw van Otto Wagner.

## Metro
Op 26 januari 1968 werd besloten om een metronet aan te leggen met drie lijnen. De nadere uitwerking van het metronet, de U-Bahn-Netzvariante M uit 1970, omvatte een veel groter net met verlengingen die pas later zouden worden toegevoegd. In dit grotere net was de U6 opgenomen die ten zuiden van de Volksoper zou bestaan uit de omgebouwde Gürtellinie. Als voorbereiding op de metrodienst werd in 1988 overgegaan van linksrijdend op rechtsrijdend en op 7 oktober 1989 ging de metrodienst van start.

## Ligging en inrichting
Hoewel het station tussen 1999 en 2003 onder de nieuwbouw van de Hauptbücherei Wien is komen te liggen zijn de perrons nog steeds voorzien van de afdaken tegen de regen uit de begintijd van de Stadtbahn. Deze zijn blijven staan omdat het station sinds 1 december 1999 op de monumentenlijst staat. Karakteristiek voor het station zijn de natuurstenen wanden langs de perrons. Aan de noordkant van de perrons zijn trappen naar het stationsgebouw op de brug over de sporen. Op deze brug is ook een bushalte van lijn 48A stadinwaarts van de Baumgartner Höhe naar de Dr.-Karl-Renner-Ring. De na 1960 toegevoegde zuidelijke toegang is met trappen en liften bereikbaar. In het kader van de bouw van de Hauptbücherei werd op 7 april 2003 een nieuw toegangsgebouw aan de zuidzijde geopend. Hier kan worden overgestapt op de tramlijnen 6, 9, 18 en 49, waarvan het voor 6 en de 18 het noordwestelijke eindpunt is.

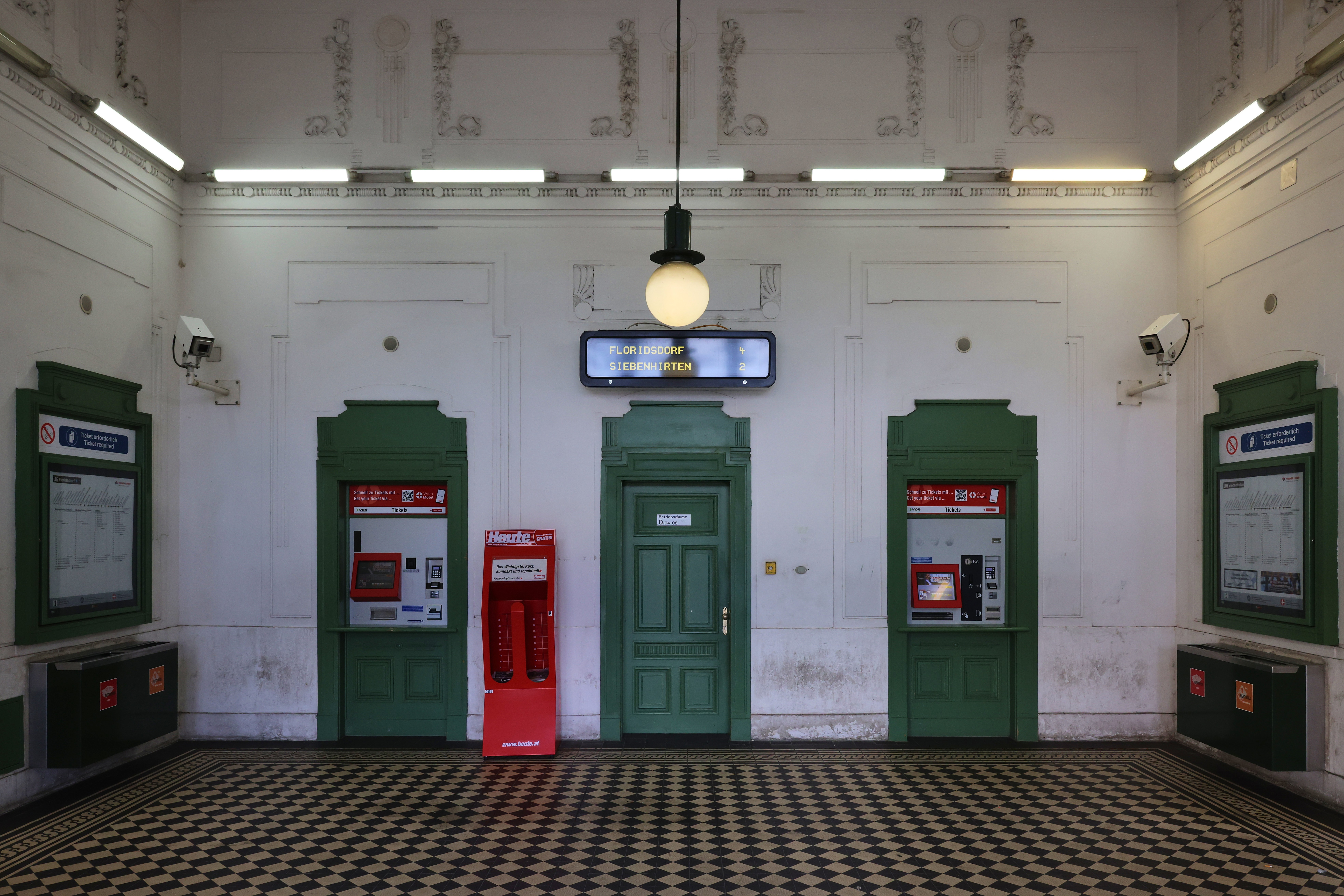
De stationshal uit 1897.
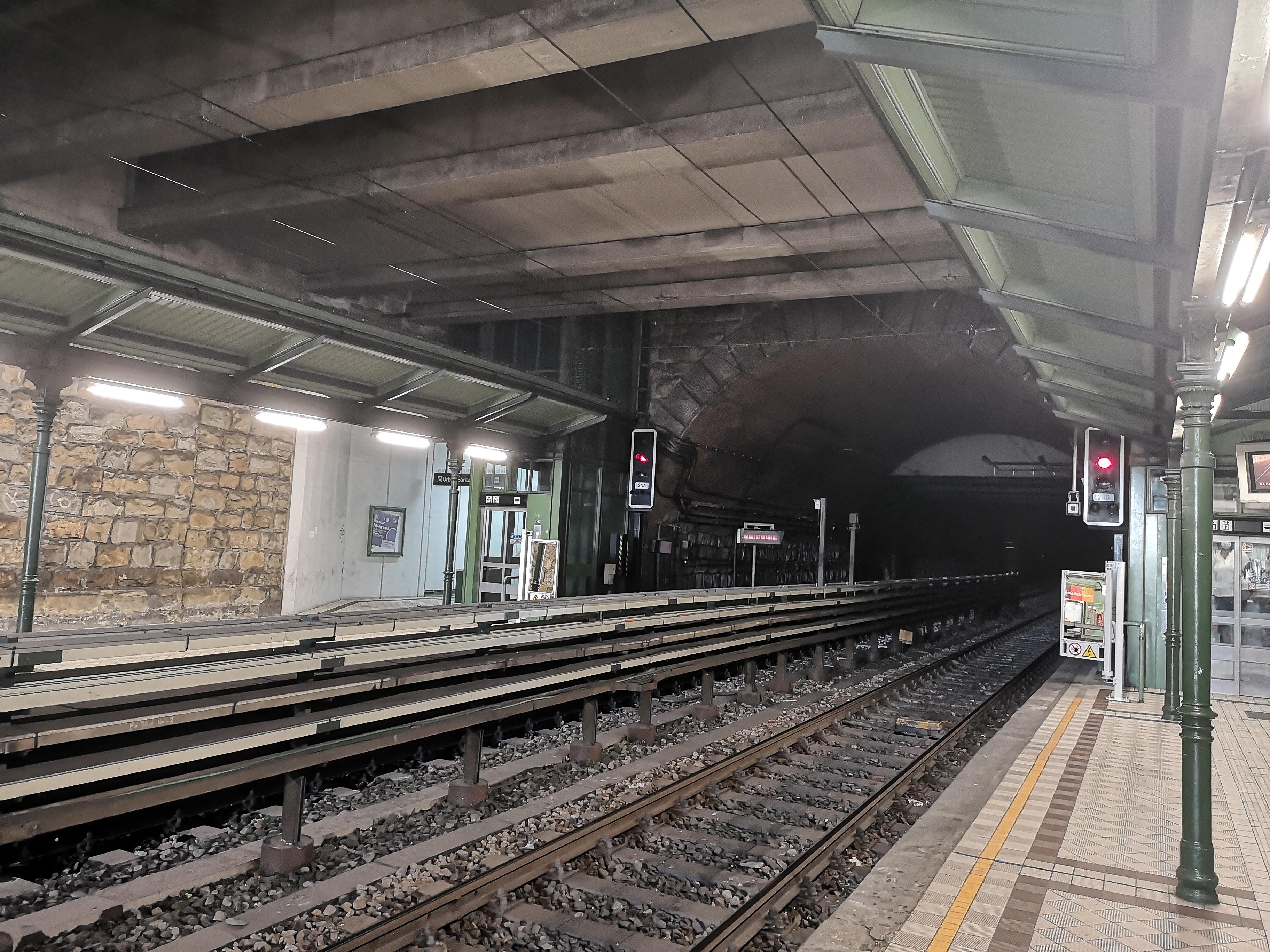
De tunnel aan de zuidkant geflankeerd door de liften.
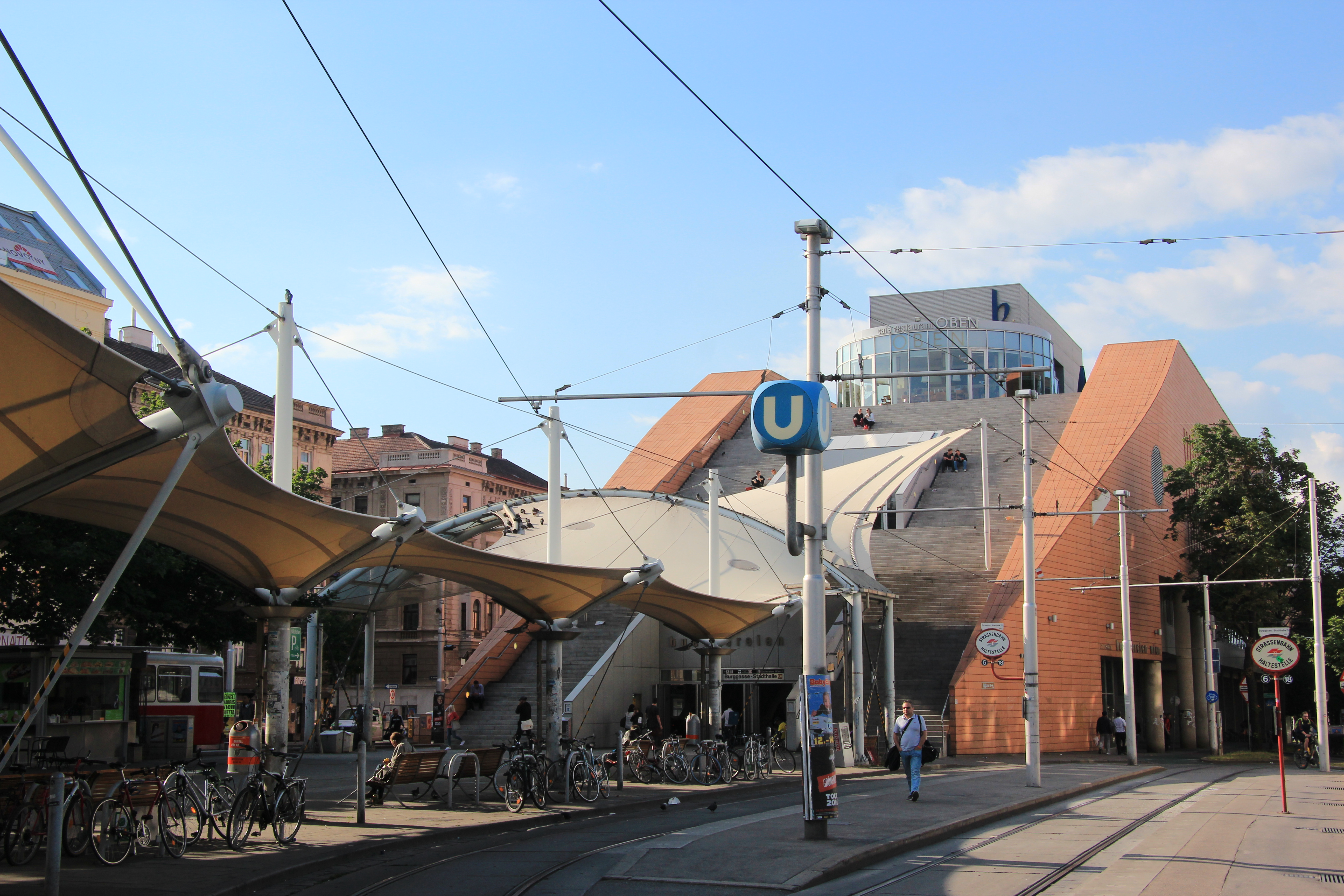
De zuidelijke toegang uit 2003.